# 100 argentinos dicen
100 argentinos dicen es un programa de concurso y entretenimiento argentino. Fue emitido por El trece. Es una adaptación local del programa de concursos estadounidense Family Feud, creado por Mark Goodson.
Se estrenó originalmente el 26 de julio de 2004, con la conducción de Monchi Balestra y se mantuvo al aire hasta el 3 de febrero de 2006, producido por FremantleMedia.
El 24 de agosto de 2020, luego de 14 años sin emitirse el programa, se estrenó la tercera temporada, esta vez con la conducción del actor Darío Barassi. La continuación del programa también se emitió por Canal 13 y la producción estuvo a cargo de BoxfishTV. La última emisión fue el 3 de enero de 2023.
La tercera etapa del programa se estrenó el 10 de junio de 2024 con la conducción del actor y humorista José María Listorti y finalizó el 1 de noviembre del mismo año.

## Formato
El formato de juego de '100 argentinos dicen contenia 4 partes: dos «Familia vs Familia» y dos «Dinero Rápido».
| Partes                         | Descripción |
| ------------------------------ | --- |
| Parte 1 - "Familia vs Familia" | Dos familias de 4 miembros se enfrentaban entre sí para adivinar 4 o 5 preguntas hechas a la audiencia a nivel nacional, para acumular puntos y eliminar a sus contrincantes (la familia ganadora era la que pasaba a la 2.ª y 3.ª parte del programa). |
| Parte 2 - "Dinero Rápido"      | La familia ganadora de la parte anterior, jugaba a un 'Dinero rápido' por $100 000. En el dinero rápido jugaban dos personas de los cuatro miembros respondiendo 5 preguntas en 20 o 25 segundos (dependiendo de quién pase primero), para llegar a un total de 200 puntos entre ambos integrantes. Si esto pasaba, la familia obtenía un premio de $100.000. Si no llegaban a esa cantidad de puntos, estos se multiplicaban por $100 (si hacen 180 puntos entre los dos integrantes, se llevaban $18.000). |
| Parte 3 - "Familia vs Familia" | En ciertos casos las familias podían volver del programa anterior, como pueden ser familias nuevas al igual que las primeras. Luego, se repetia el mismo proceso de la parte 1 del programa. A diferencia de la parte 1, la familia ganadora tenía la oportunidad de volver al siguiente programa para la parte 3 (las familias solo podían tener 5 duelos a lo largo del programa). |
| Parte 4 - "Dinero Rápido"      | La familia ganadora de la parte 3 jugaba el segundo y último dinero rápido del programa, el cual repetia el mismo proceso de la parte 2. |

## Historia

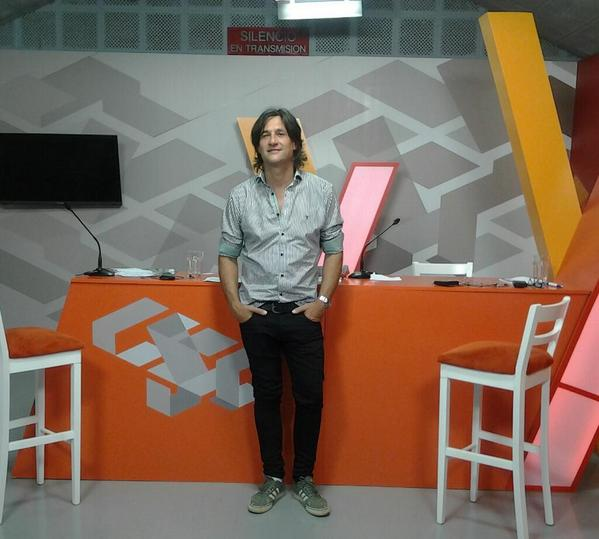
Monchi Balestra condujo la primera etapa del programa y algunos programas de la segunda etapa cuando tuvo que reemplazar a Darío Barassi.

La primera etapa comenzó el 26 de julio de 2004 y finalizó el 3 de febrero de 2006, y fue conducida por Monchi Balestra.
15 años después, el programa regresó, al mismo canal, el 24 de agosto de 2020 con la conducción de Darío Barassi.
El 5 de febrero de 2021, Darío Barassi tuvo que dejar temporalmente la conducción del programa tras dar positivo de Coronavirus. Éste fue reemplazado por Monchi Balestra debido a que ya había conducido el programa entre 2004 y 2006. Darío Barassi, finalmente, volvió el 11 de febrero a la conducción del programa.
A partir de junio de 2021 empezó a emitirse un «Especial Famosos» los domingos de 21:00 a 22:30.
A partir del lunes 13 de septiembre de 2021, el programa cambió su horario de las 14:30 y pasó a emitirse de 18:30 a 20:00 antes de Telenoche. Esto es debido al estreno del nuevo programa, Match Game que fue conducido por el humorista Agustín «Radagast» Aristarán.
El 19 de diciembre de 2021, Darío Barassi dejó temporalmente la conducción del programa debido a que se tomó vacaciones y a otros compromisos. Durante dos semanas se emitieron repeticiones de las ediciones especiales de famosos. Los reemplazos en la conducción fueron: Daniela “La Chepi” Viaggiamari, Manuela Viale, Nazarena Di Serio, Federico Bal, Nati Jota y Florencia Jazmín Peña. Estos conductores temporales condujeron una semana cada uno (también el especial famosos de los domingos) hasta el 7 de marzo de 2022, cuando Darío Barassi retomó la conducción.
La segunda etapa del programa, finalizó el 3 de enero de 2023, con la participación de la producción del programa en lugar de las familias.
En junio de 2024, se estrenó la tercera etapa del programa, pero está vez con la conducción de José María Listorti, quién reemplazó a Darío Barassi debido a que ya estaba conduciendo otro programa, también en El Trece. Sin embargo, debido a los bajos números del rating, el 1° de noviembre del mismo año, el programa dejó de emitir nuevas ediciones y continuó emitiendo repeticiones de las primeras ediciones de esta etapa hasta el 8 de noviembre, día en el cual el programa fue finalmente levantado.

## Premios y nominaciones
| 2021 | Premios Martín Fierro | Programa de entretenimiento | 100 argentinos dicen | Ganador  |
| 2021 | Premios Martín Fierro | Mejor conducción masculina  | Darío Barassi        | Nominado |
| 2021 | Premios Martín Fierro | Artista revelación          | Darío Barassi        | Nominado |
| 2022 | Premios Martín Fierro | Programa de entretenimiento | 100 argentinos dicen | Ganador  |

## Audiencia
La segunda etapa del programa, conducida por Darío Barassi, contó con 611 episodios. El primer programa salió al aire el 24 de agosto de 2020 y promedió 7.3 puntos de rating, ubicándose segundo en su franja horaria. Casi un año más tarde, el 23 de agosto del 2021, 100 argentinos dicen obtuvo la marca de audiencia más alta, con 10.6 puntos de rating. Por otro lado, el piso de rating fue de 0.9, el 9 de diciembre de 2022, compitiendo con el partido entre Argentina y Países Bajos de la Copa Mundial de Fútbol de 2022, que alcanzó más de 60.0 puntos. La emisión completa, desde 2020 a 2023, registró un rating promedio de 6.4 en las tardes de eltrece.
La versión 100 argentinos dicen: especial famosos se emitió 79 veces, con un rating promedio similar, de apenas una décima mayor: 6.5 puntos. La marca más alta la obtuvo el 8 de agosto del 2021 con 10.1 puntos, mientras que el piso fue el 18 de diciembre del 2022 —en el marco de los festejos de Argentina campeón del mundial— con 2.4 puntos.
El primer programa de la tercera etapa del programa midió 4 puntos de rating. A pesar de estar muy por debajo en comparación con el primer programa de la segunda etapa, este también se ubicó segundo en su franja horaria.

## Banda sonora
Durante los años 2004 2005 y 2006 la cortina musical fue "The Diz" de la banda Liquid Soul.
En las últimas temporadas desde 2020 a 2024, la cortina musical fue compuesta por Marcelo Wengrovski, se han usado temas originalmente compuestos para la editorial de música de Canal 13, estas fueron algunas de las canciones más recurrentes:
- Marcelo Wengrovski: "Cien Argentinos Dicen" , "A Zona de Aislamiento" , "Dinero Rápido"

- Miguel Krochik: "100 Argentinos Say 1" , "100 Argentinos Say 2" , "100 Argentinos Say 3, "100 Argentinos Say 4"

- Federico Padula: "Funky Tension" , "Funky Tension Op2"

- Dany Vila: "100 Argentinos Cantan"